# Gloria Montenegro (Politikerin)
Gloria Edelmira Montenegro Figueroa (* 30. März 1956 im Distrikt La Unión, Peru; † 21. Mai 2025) war eine peruanische Politikerin. Von März 2019 bis August 2020 war sie Ministerin für Frauen und vulnerable Bevölkerungsgruppen (Ministra de la Mujer y Poblaciones Vulnerables) in der Regierung von Martín Vizcarra.

## Leben
Gloria Edelmira Montenegro Figueroa wuchs in Chiclayo auf. Danach zog sie nach Lambayeque, wo sie an der Universidad Nacional Pedro Ruiz Gallo ein Studium des Rechnungs- und Verwaltungswesen absolvierte.

## Politische Karriere
Im Jahr 2006 wurde Montenegro zur Ratsfrau (regidora) im Stadtrat von Trujillo gewählt; vier Jahre später wurde sie zur stellvertretenden Bürgermeisterin dieser Stadt gewählt. Im Mai 2014 wurde sie daher zur Bürgermeisterin von Trujillo (alcaldesa provincial) ernannt, nachdem ihr Vorgänger César Acuña zurücktrat, damit er sich zur Wahl zum Gouverneur der Region La Libertad aufstellen lassen konnte. Sie war bis zum Ende des Jahres Bürgermeisterin.
Als Mitglied der peruanischen Partei Alianza para el Progreso (APP) wurde sie in den Wahlen in Peru 2016 in den peruanischen Kongress gewählt. Sie war für die Legislaturperiode vom 28. Juli 2016 bis zum 28. Juli 2021 als Abgeordnete für die Region La Libertad gewählt. Am 11. März 2019 übernahm sie das Ministerium für Frauen und vulnerable Bevölkerungsgruppen (Ministerio de la Mujer y Poblaciones Vulnerables) ihrer Vorgängerin Ana María Mendieta.
Nachdem der Präsident Martín Vizcarra am 30. September 2019 den Kongress auflöste, verloren sie und die weiteren Abgeordneten ihre Mandate. Am 26. Januar 2020 folgte eine vorzeitige Neuwahl, in der die 130 Sitze des Kongresses bis zum Ende der Legislaturperiode neu verteilt wurden. Montenegro wurde nicht wiedergewählt. Sie war bis zum 6. August 2020 Ministerin für Frauen und vulnerable Bevölkerungsgruppen. Drei Tage zuvor wurde Premierminister Pedro Cateriano durch ein Misstrauensvotum abgesetzt. Infolgedessen besetzte der neue Premierminister Walter Martos das Kabinett neu. Er ernannte Rosario Sasieta zur Nachfolgerin Montenegros. Im Oktober 2020 trat sie dem Partido Morado bei, nachdem sie zuvor aus der APP ausgetreten war.

## Auszeichnungen
Im November 2019 wurde sie aufgrund ihrer Arbeit als Ministerin von der Stadt Trujillo zur Mujer Coraje ernannt.